# Václav Hovorka (chemik)
Václav Hovorka (23. dubna 1900 Simferopol – 24. května 1960 Praha) byl český analytický chemik, vysokoškolský profesor a překladatel z angličtiny a z ruštiny..

## Život
Vystudoval reálku v Rakovníku a Univerzitu Karlovu. Byl žákem Josefa Hanuše. Od roku 1920 působil na Vysoké škole chemicko-technologického inženýrství v Praze, která byla předchůdcem Vysoké školy chemicko-technologické. Během německé okupace Čech, Moravy a Slezska, kdy byl uzavřeny české vysoké školy, působil mj. na Inspektorátu pro přírodní a léčivé zdroje a na ministerstvu zdravotnictví. Od roku 1945 učil na Vysoké škole chemicko-technologické v Praze. Od roku 1946 byl jmenován profesorem pro obor analytické chemie. Od téhož roku byl mimořádným členem Královské české společnosti nauk, od roku 1953 pak členem korespondentem Československé akademie věd. 

## Dílo (výběr)
- HOVORKA, Václav. Anorganická kvalitativní analysa. Praha: Státní nakladatelství technické literatury, 1958.
- HOVORKA, Václav. Rusko-český chemicko-technologický slovník. Řada technických slovníků. Praha: Státní nakladatelství technické literatury, 1956.